# Словенский алфавит
Слове́нский алфави́т — алфавит, используемый для записи словенского языка; состоит из 25 букв и построен на основе латинского алфавита с тремя дополнительными буквами: Č, Š, Ž. На письме также употребляются три диграфа: NJ, LJ и DŽ. Таким образом, общее число графем (и, соответственно, суперфонем) в словенском языке составляет 28. Каждая буква, включая диграфы, имеет свой аналог в кириллической вуковице.

## Таблица
| Буква | Звук             | Русская практическая транскрипция                                                                                                 | Вуковица |
| ----- | ---------------- | --- | -------- |
| A a   | [a]              | а (lja → ля, nja → ня, ja → [ь]я)                                                                                                 | А а      |
| B b   | [b], [p]¹        | б | Б б      |
| C c   | [ʦ]              | ц | Ц ц      |
| Č č   | [ʧ]              | ч | Ч ч      |
| D d   | [d], [t]¹        | д | Д д      |
| Dž dž | [ʤ], [ʧ]¹        | дж | Џ џ      |
| E e   | [e]², [ɛ]², [ə]² | э (в начале и после гласных), е (после согласных)                                                                                 | Е е      |
| F f   | [f]              | ф | Ф ф      |
| G g   | [g], [k]¹        | г | Г г      |
| H h   | [x]              | х | Х х      |
| I i   | [i]              | и | И и      |
| J j   | [j]              | й (в начале слова и после гласных: ja → я, je → е, jo → йо, ju → ю; после согласных: ja → ья, je → ье, ji → ьи, jo → ьо, ju → ью) | Ј ј      |
| K k   | [k]              | к | К к      |
| L l   | [l], [w]³        | л | Л л      |
| Lj lj | [ʎ], [l]³        | ль (lja → ля, lje → ле, lji → ли, ljo → лё, lju → лю)                                                                             | Љ љ      |
| M m   | [m]              | м | М м      |
| N n   | [n]              | н | Н н      |
| Nj nj | [ɲ]              | нь (nja → ня, nje → не, nji → ни, njo → нё, nju → ню)                                                                             | Њ њ      |
| O o   | [o]², [ɔ]²       | о (ljo → лё, njo → нё, jo → йо в начале и после гласных, ьо после согласных)                                                      | О о      |
| P p   | [p]              | п | П п      |
| R r   | [r]              | р (всегда, в том числе и слогообразующее, как в vrh «вершина»)                                                                    | Р р      |
| S s   | [s]              | с | С с      |
| Š š   | [ʃ]              | ш | Ш ш      |
| T t   | [t]              | т | Т т      |
| U u   | [u]              | у (lju → лю, nju → ню, ju → [ь]ю)                                                                                                 | У у      |
| V v   | [v], [f]¹        | в | В в      |
| Z z   | [z], [s]¹        | з | З з      |
| Ž ž   | [ʒ], [ʃ]¹        | ж | Ж ж      |

Примечания к таблице:
¹ на конце слова;
² не различающиеся на письме варианты;
³ в вершине слога.